# Sud
Sud (af norrønt súð = sammenføring (egentlig sammensyning, efter verbet sýja og seowian) af bordgange, bredder lagt med kanten over hinanden) er en detalje på et skib. Betegnelsen forekommer som regel kun i sammensatte ord, eksempelvis i skibsnavn som Maríusúðin og Rauðsúði. De såkaldte sudere fra sagalitteraturen var ofte store langskibe med plads til flere hundrede mand.

## Suder
"Suder" tilhører ikke en egen bådklasse, men er et udtryk for en beskrivelse. Benævnelsen spiller på skibssidernes bordklædning og hermed hvordan disse sammenføjes. Det er altså et verbum som beskriver en teknik, at sude (nn = suda). Ordet stammer fra den tids bordgange langs skibssiderne blev syet sammen med vidjer. Foruden at være en teknik har benævnelsen også været anvendt i forbindelse med skibsnavn, specielt i sagalitteraturen. Disse skibe var gerne store, men siden suding er en teknik findes der ikke belæg for at hævde at alle skibe bygget med denne teknik var store. Ej heller er der belæg for, at det kun var langskibe som benyttede teknikken.
Skibe fra denne periode har gået under mange benævnelser, blandt andet knarr, karve, busse, byrding, kaupskib, langskib, sud, sesse, snekke, skude, drade, skeide, brand, busse og bard.
Nogle af navnene kan være lokale varianter, nogle er poetisk beskrivende såsom som drage og bard, mens andre siger noget om selve skibstypen. Kaupskib som knarren og byrdingen blev primært brugt til handelsrejser, men også som forsyningsskib for krigsflåden. Langskibene var krigsskibe, men mens skeiden nærmest var et rent krigsskib, var bussen og snekken sandsynligvis også bygget til transport af personel og andet udstyr.
Sude-skibe kom tilsyneladende til sent i langskibenes udvikling, og efter at den egentlige vikingetid var afsluttet. Den første reference man har til et skib med denne benævnelsen er Bøkesuden, som Øystein Magnusson skal have ladet bygge helt i begyndelsen af 1120'erne. Det sidste var Kristsuden, som Håkon Håkonsson sandsynligvis lod bygge i Bergen i begyndelsen af 1260'erne.
I henhold til Brøgger og Shetelig blev der kun fremstillet et mindre antal af sådanne langskibe.

## Suderne i sagalitteraturen
- Bøkesuden (Øystein Magnusson, bygget umiddelbart før 1123)
- Olavssuden (Magnus Erlingsson, bygget omkring 1170-1175)
- Erkesuden (Nikolas Kuvung, sandsynligvis bygget før 1175)
- Mariasuden (Sverre Sigurdsson, bygget vinteren 1182-1183)
- Gorsuden (Hide, usikkert hvornår det blev bygget, sandsynligvis omkring 1190)
- Raudsuden (Biskop Nikolas, sandsynligvis bygget i 1190'erne)
- Olavssuden II (Håkon Håkonsson, bygget i 1234)
- Mariasuden II (Håkon Håkonsson, sandsynligvis bygget før 1250)
- Korssuden (Håkon Håkonsson, bygget 1252-1253)
- Kristsuden (Håkon Håkonsson, sandsynligvis bygget omkring 1260)